# Sperrstelle Russein

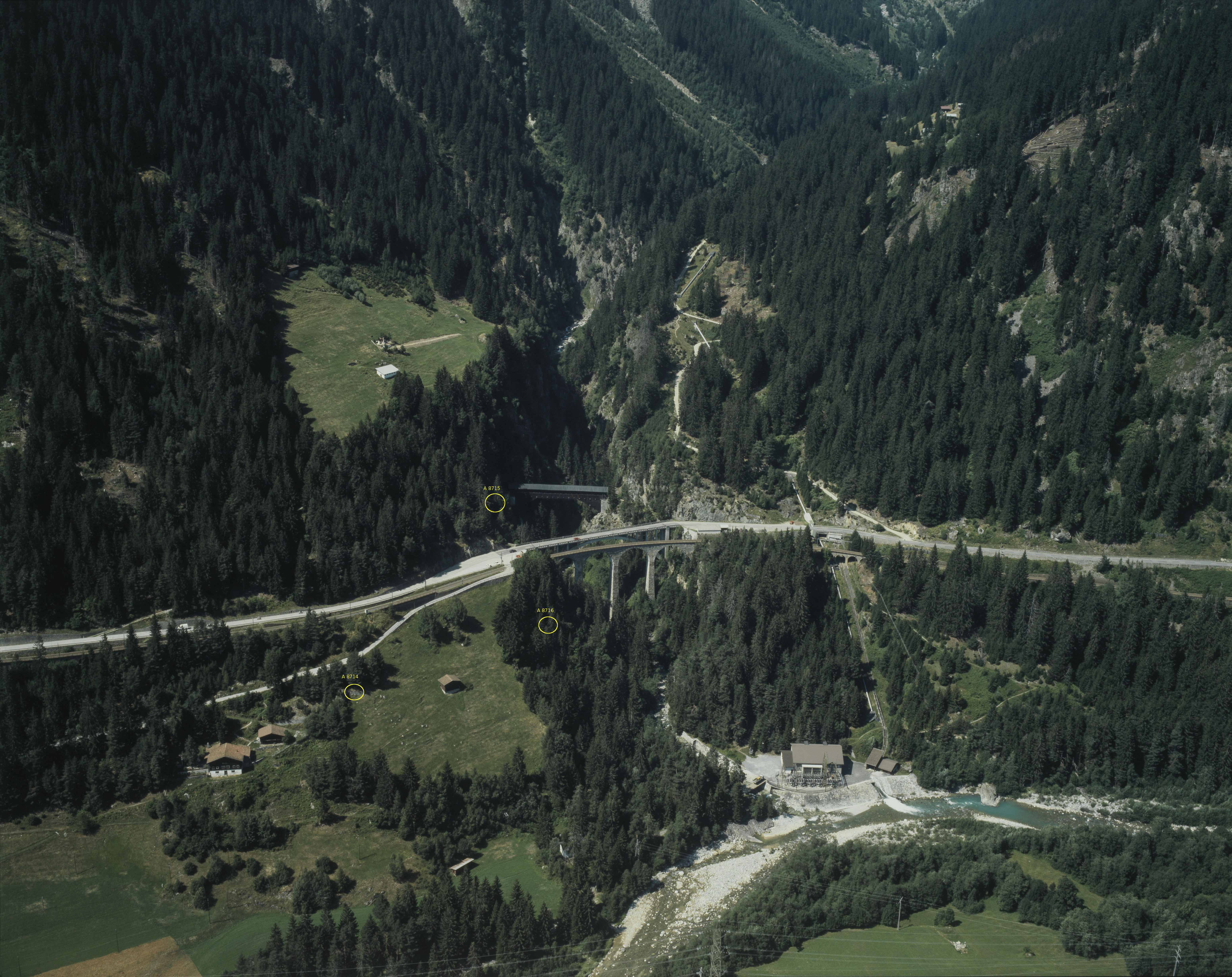
Sperrstelle Russein: Aclas da Madernal, Russeinerbrücke

Die Sperrstelle Russein (Armeebezeichnung Sperre Nr. 2306) war eine Verteidigungsstellung der Schweizer Armee. Sie liegt östlich von Disentis/Mustér im Vorderrheintal. Es ist die letzte Sperrstelle auf der Achse zwischen Chur und dem Festungsgebiet Gotthard.
Die Sperrstelle wurde ab 1939 gebaut, 1945 fertiggestellt und gilt als militärhistorisches Denkmal von regionaler Bedeutung.

## Sperrstelle Russein
Die Sperrstelle besteht aus der Infanteriefestung Stalusa und dem 1,2 km weiter talabwärts liegenden Geländepanzerhindernis (GPH) umgeben von sechs Infanteriebunkern.
Der GPH «Madernal» liegt auf dem linken Rheinufer östlich des Weilers Madernal ⊙ und auf dem rechten westlich des Weilers Pardomat Dadens ⊙.
Neben dem Bau der «Toblerone»-Betonhöcker wurden Strassen- und Eisenbahnbrücken als Sprengobjekte vorbereitet. Die Sperrstelle trägt den Namen des nahegelegenen Val Russein.
Die Sperrstelle hatte den Auftrag, die Zugänge zum Oberalp- und Lukmanierpass vor Disentis/Mustér zu verhindern.
Sie wurde von folgenden Bunkern geschützt:
Westlich des GPH am linken Rheinufer:
- A 8713 «Madernal hinten», Flankierwerk mit zwei Gefechtsständen als Chalet getarnt: 1 Infanterie/Panzerabwehrkanone (Pak), 1 Maschinengewehr (Mg), 3 Leichte Maschinengewehre (Lmg) ⊙

Westlich des GPH am rechten Rheinufer:
- A 8711 «Pardomat», Flankierwerk: 1 Mg, 1 Lmg ⊙
- A 8712 «Pardomat»: mobile Infanteriekanone (Ik) ⊙

Östlich des GPH (linkes Rheinufer) oberhalb der Strasse:
- A 8715 «Ob Strasse», 1 Ik (Pak), 2 Mg, 2 Lmg ⊙

Östlich des GPH (linkes Rheinufer) unterhalb der Strasse:
- A 8714 «Madernal vorn»: 1 Mg, 1 Lmg ⊙
- A 8716 «Bahnbrücke»: 1 Ik (Pak), 1 Mg, 3 Lmg ⊙[2]

## Sperrstelle Medel
- Unterstand Vergera A 8719 ⊙
- KP Bugnei A 8724 ⊙

## Infanteriewerk Stalusa

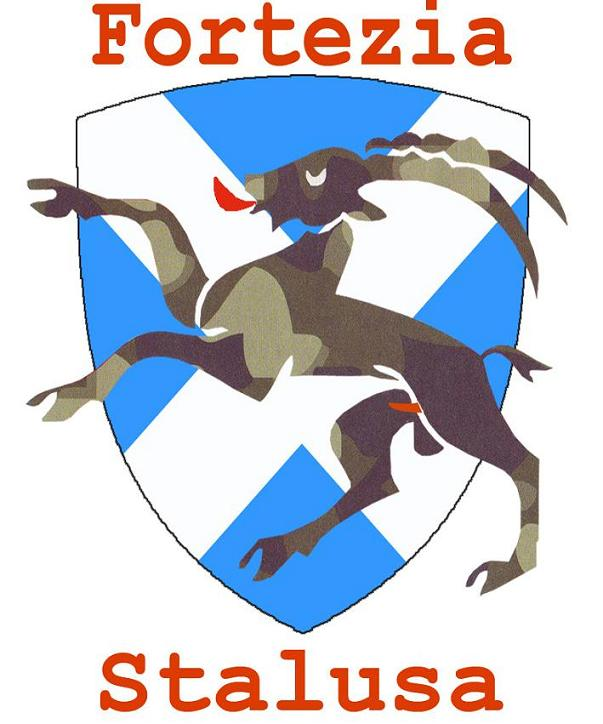
Verein Festung Stalusa

Während dem Höhepunkt des Kalten Krieges wollte man die Sperre mit dem Bau des Infanteriewerks "Lumpegna Stalusa" mit zwei Festungsminenwerfer verstärken.
Das Werk A 8717 «Stalusa» ⊙ befindet sich 2,5 km nordöstlich von Disentis/Mustér und wurde im Jahre 1967 zur Unterstützung der Sperrstelle "Russein" erbaut.
Die Bewaffnung besteht aus zwei 8,1-cm-Festungsminenwerfer 1956/60 mit Schiessscharten für Sturmgewehre und Maschinenpistolen im Eingangsbereich. Die Bogenwaffen mit einer Reichweite von vier Kilometern unterstützen den GPH «Madernal».
Die Infrastruktur umfasst Maschinenraum, Küche mit Aufenthaltsraum, Wasch- und WC-Anlage, Filteranlage mit Atomschutz, Feuerleitstelle, Telefonzentrale, Kommandoraum, Munitionsmagazin, Offiziersunterkunft mit 6 Plätzen, Mannschaftsunterkunft mit 18 Plätzen sowie ein Reservoir für 20 Kubikmeter Wasser.

### Museum Fortezia Stalusa
Der 2008 gegründete Verein "Fortezia Stalusa" machte das Werk für die Öffentlichkeit zugänglich. Es gibt einen Einblick in Rolle der Schweiz während des Kalten Krieges und die Bedeutung einer Festung in dieser Zeit. Stalusa ist im ursprünglichen Zustand und nicht desarmiert.
Im Mai 2015 wurde der Infanteriebunker A 8713 "Madernal hinten" als Erweiterung des Festungsmuseums eröffnet. Er ist mit der ursprünglichen Bewaffnung ausgerüstet.
Die Anlage ist jeden ersten Sonntag im Monat ab 15 Uhr für Führungen ohne Anmeldung geöffnet. Der Treffpunkt ist vor der Anlage. Die Besichtigung führt durch Stollen, Geschützstellungen, Unterkunft und Munitionskaverne und dauert rund 90 Minuten. In der Munitionskaverne ist eine bedeutende Infanteriewaffenausstellung untergebracht.

## Sperrstelle Lukmanier

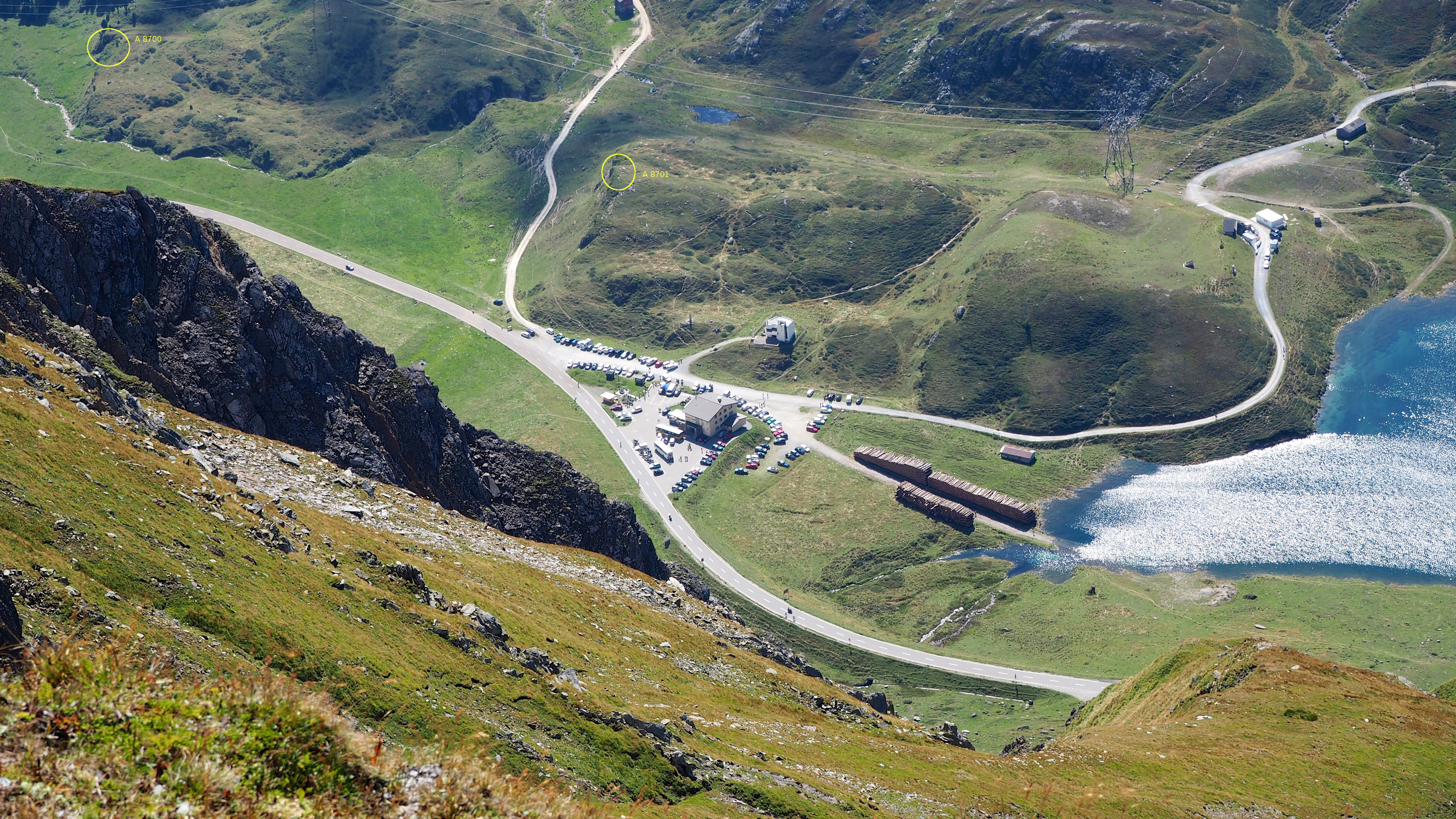
Infanteriewerke A 8700 und A 8701 Hospiz

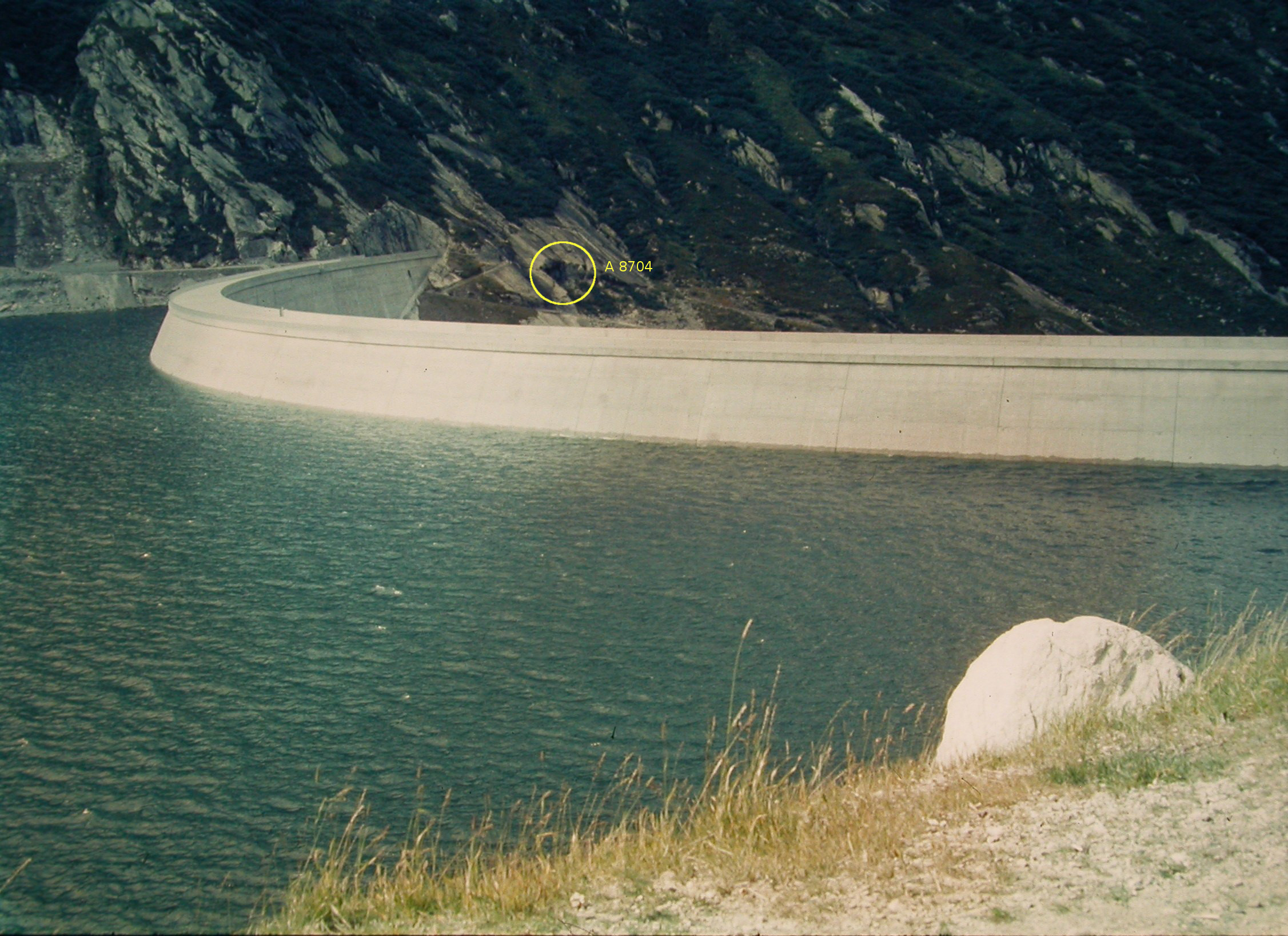
Staudamm Santa Maria mit Felsenwerk Stgegia-West A 8704

Die Sperrstelle Lukmanier (Armeebezeichnung Sperre Nr. 2320) befindet sich auf dem Gebiet der Kantone Tessin und Graubünden mit der Kantonsgrenze beim Lukmanierpass. Sie hatte den Zugang aus dem Tessin über die Nord-Süd-Achse des Lukmanierpasses Richtung Gotthard und Vorderrheintal zu sperren.
Während des Zweiten Weltkriegs hatte die Gebirgsdivision 9 den Auftrag das Gotthardgebiet inklusive Lukmanierpass zu sichern. Die alte Lukmanierpassstrasse im Talboden wurde vom Baubüro der Gebirgsdivision 9 in der Umgebung der Alp Stgegia, des Val Rondadura und dem Hospiz Santa Maria befestigt.
Als der Stausee Santa Maria 1968 fertiggestellt wurde verschwanden der Bunker Santa Maria Ost A 8702 und die alten Strasse im Stausee. Das Gegenwerk Santa Maria West A 8703 liegt rund 10 Meter über der Stauseekote.
Mit der Neuorganisation der Festungsartillerie wurden ab 1948 die Festungsbrigade 23 (Gotthardbrigade) mit der Festungsartilleriekompanie 29 und für die Infanteriewerke die Festungskompanie IV/5 für den Lukmanier zuständig.
- Infanteriewerk Hospiz A 8700 ⊙
- Infanteriewerk Hospiz A 8701 ⊙
- Felsenwerk Santa Maria Ost A 8702 (vom Stausee zugedeckt)
- Felsenwerk Santa Maria West A 8703: zwei Mg ⊙
- Felsenwerk Stgegia-West A 8704:  Feldkanone, Mg, Lmg ⊙
- Felsenwerk Stgegia-Ost A 8705: Feldkanone, Mg, Lmg ⊙
- Geländepanzerhindernis Stgegia T XXXX ⊙
- Militärunterkunft ⊙
- Militärunterkunft ⊙